# Irządze (Powiat Zawierciański)
Irządze ist eine Ortschaft und Sitz der Landgemeinde Irządze im Powiat Zawierciański der Woiwodschaft Schlesien in Polen.

## Geschichte
Die Wenceslaus-Kirche wurde möglicherweise schon im 11. Jahrhundert errichtet und ist am wahrscheinlichsten die älteste Kirche im Gebiet des späteren Kreises Lelów. Das Dekanat in Irządze für ungefähr zehn Pfarreien entstand wahrscheinlich schon in den 1170er Jahren unter dem Bischof Gedko.
Der Ortsname Irządze wurde im Jahr 1220 im Dokument des Krakauer Bischofs Iwo Odrowąż als Irzandze erstmals urkundlich erwähnt, als der Bischof den dem Kloster in Mstów gehörenden Zehnt in diesem ritterlichen Dorf bestätigte. Später folgten die Erwähnungen als Yrenc (1250), Izdrancz (1325), Idzranza (1326), Irzadz (1327), Irsand bzw. Irzandesch (1334), Hyrzancze bzw. Girzanszij (1394) usw. Der Ortsname ist unklarer Herkunft, nach W. Doroszewski wahrscheinlich aus dem altpolnischen Namen des Vogels Irz(yk) abgeleitet.
Im Jahr 1325 wurde das Dekanat des Bistums Krakau von Izdrancz/Idzrandza unter der Leitung des örtlichen Priesters Ulricus (Ulrich, Ulryk) erwähnt, das 18 Pfarreien bis hin nach Częstochowa umfasste. Das Dekanat wurde später nach Lelów benannt, jedoch war Irządze oft noch der Sitz des Dekanats. Der im Jahr 1392 entstandene Kreis Lelów entsprach ziemlich genau territorial dem Gebiet des Dekanats. Zwischen 1386 und 1400 wurde das Dorf ins deutsche Recht übertragen.
Nach der dritten Teilung Polens von 1795 gehörte das Dorf bis 1807 zu Neuschlesien. 1807 kam es ins Herzogtum Warschau und 1815 ins neu entstandene russisch beherrschte Kongresspolen.
Nach dem Ende des Ersten Weltkriegs kam Irządze zu Polen, Woiwodschaft Kielce. Unterbrochen wurde dies nur durch die Besetzung Polens durch die Wehrmacht im Zweiten Weltkrieg. Es gehörte dann zum Generalgouvernement.
Von 1975 bis 1998 gehörte Irządze zur Woiwodschaft Częstochowa.

## Sehenswürdigkeiten

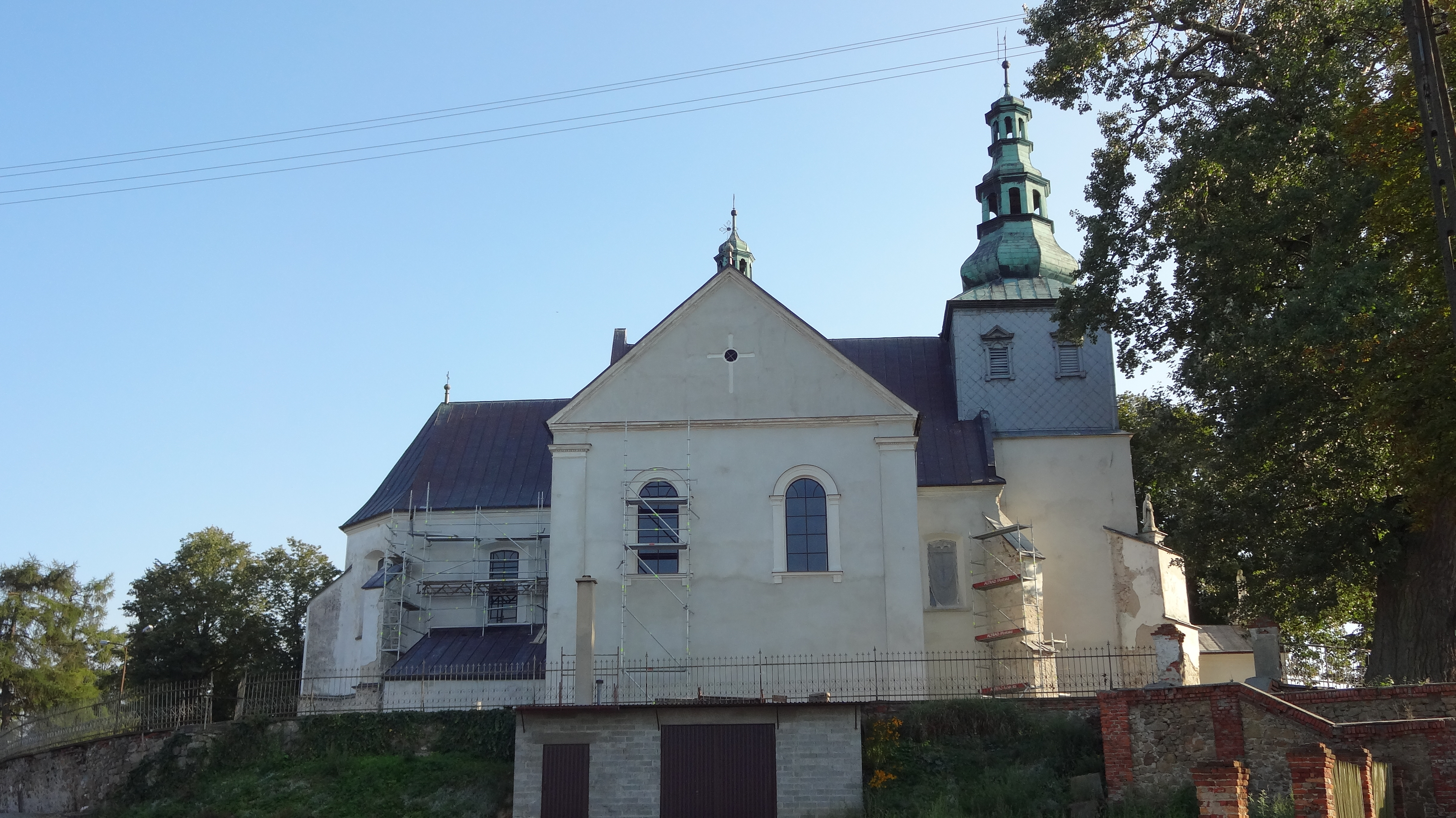
Wenceslaus-Kirche aus dem 12. oder 13. Jahrhundert

- Wenceslaus-Kirche aus dem 12. oder 13. Jahrhundert
- Gutshof aus dem 18. Jahrhundert

## Persönlichkeit
- Aleksander Marczewski (1911–1981), Komponist, Dirigent und Organist; geboren in Irządze.